# 高泰山
高泰山（1985年9月22日－），越南男歌手。祖籍越南承天順化省，出生於河內，曾就讀於河內文化藝術和工商管理高等學校。17歲出道演唱，但未取得實質的成功，直至參加真人秀節目《星光大道》開始逐漸被人注意。2009年，高泰山斬獲綠波獎一等獎而成名。其代表作有與香檻合作的《會有人要你》。